# Тиганово
Тига́ново (в старину также Киганово, Теганово, Цыганово и др.) — деревня в Брянском районе Брянской области, в составе Добрунского сельского поселения. Расположена в 2 км к северо-западу от Добруни, в 8 км от юго-западной окраины г. Брянска. Население — 410 человек (2010).

## История
Впервые упоминается в 1595 году как вотчина Свенского монастыря, в ведении которого оставалась до 1764; входило в состав Подгородного стана Брянского уезда. Относилась к приходу села Супонева, с 1806 года — села Тешеничи.
В середине XIX века входила в экономическую Супоневскую волость; с 1861 по 1924 в Елисеевской волости (с 1921 — в составе Бежицкого уезда). До начала XX века были развиты ремёсла (производство колёс, лодок, корзин и др.).
В 1924—1929 гг. в Бежицкой волости; с 1929 года в Брянском районе.
С 1920-х гг. до 1954 года — в Тешеничском сельсовете, позднее в Добрунском.